# Église d'Engelbrekt
L'église d'Engelbrekt (Engelbrektskyrkan) est une église luthérienne à Stockholm, en Suède. Elle est située dans le district d'Östermalm, en bordure du très chic quartier de Lärkstaden. Elle s'élève sur une éminence de granit sur laquelle a été aménagé un jardin paysagé entre les rues Karlavägen, Uggelviksgatan et Östermalmsgatan.

## Histoire
Le quartier bourgeois d'Östermalm connaît une très forte croissance démographique dans la seconde moitié du XIXe siècle, à mesure qu'il s'étend sur des espaces précédemment agricoles au nord-est de la capitale suédoise. De ce fait, en 1906, la paroisse existante de Hedvig Eleonora est divisée en trois avec la création de deux nouvelles paroisses, Oscar et Engelbrekt. Pour cette dernière est d'abord construite, entre 1907 et 1909, l'église de Hjorthagen, dans le quartier du même nom. Parallèlement, pour la construction de l'église principale de la même paroisse, un concours a été lancé et remporté en 1906 par Lars Israel Wahlman. Son projet est définitivement approuvé en 1908. 
La première pierre est posée la veille de la Pentecôte en 1910, la salle paroissiale est terminée dès 1911 et l'église elle-même est consacrée le 25 janvier 1914. Le lieu choisi est une petite colline rocheuse dominant tout le quartier de Lärkstaden, qui commence alors à sortir de terre. S'y dressait autrefois un moulin à vent, démoli dans les années 1880. Un abri anti-aérien a été creusé sous cette colline durant la Deuxième Guerre mondiale, reconverti en 1961 en colombarium. 
Il est à noter que la paroisse comme l'église ont été dédiées à un héros laïc de l'indépendance suédoise au Moyen Âge, Engelbrekt Engelbrektsson, conformément à l'exaltation nationaliste qui était endémique alors en Europe — ce que reflète aussi le style typiquement national-romantique de l'édifice.

## Architecture

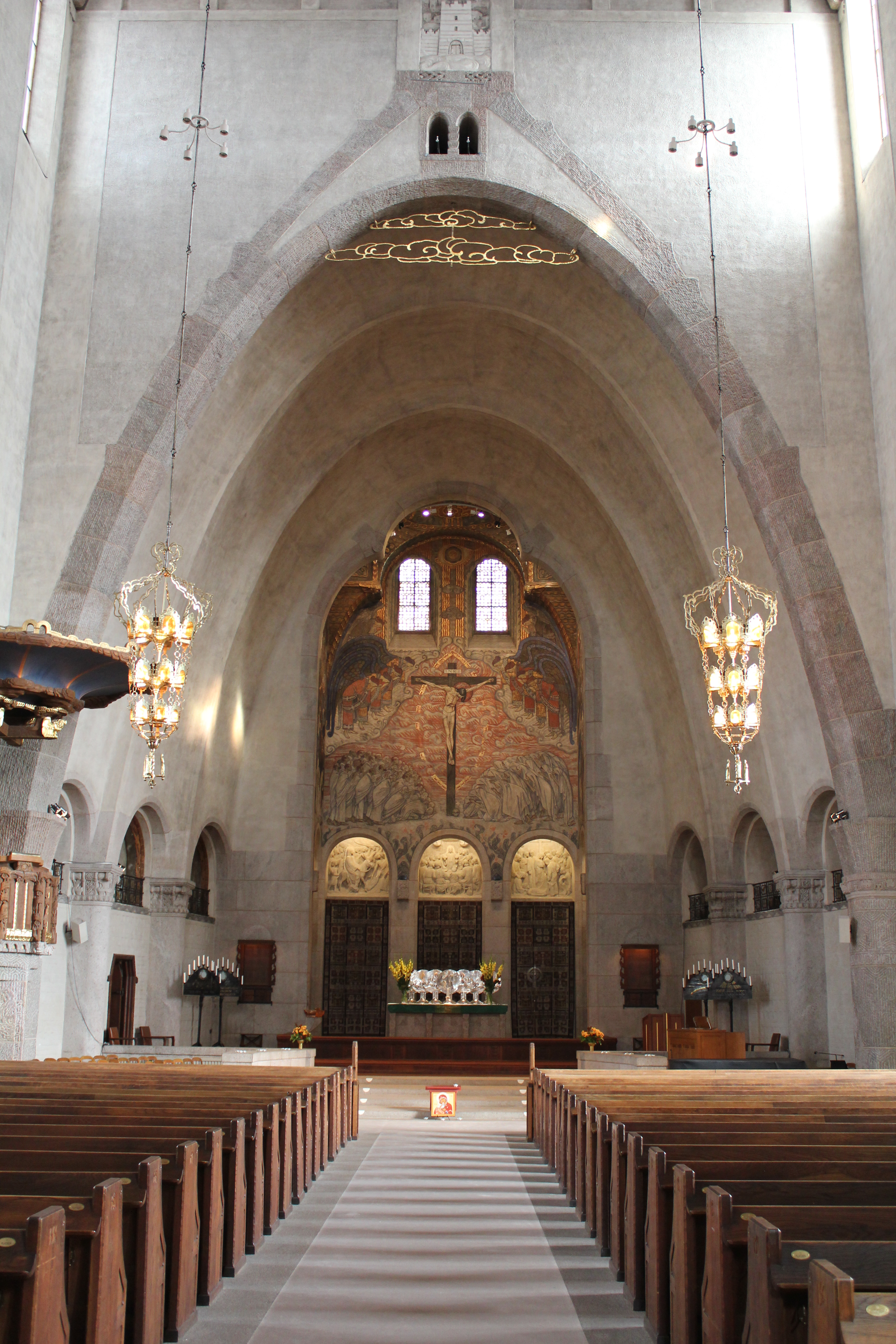
Vue de la nef vers le chœur depuis le centre de l'édifice.

Wahlman a conçu cette église de telle façon qu'elle apparaisse comme le prolongement naturel de la colline où elle se dresse. Dans cet esprit, il a dès le départ choisi d'orienter la symbolique de ce sanctuaire pour en faire celui du Sermon sur la montagne. Ainsi, la nef est encadré de huit piliers illustrant les huit Béatitudes évoquées par le Christ lors du Sermon sur la montagne tel que rapporté dans l'Évangile selon Matthieu (5, 3-12).
Ces piliers sont reliés deux à deux par de grands arcs en chaînette qui constituent une des originalités les plus marquantes de l'édifice. Ils supportent une voûte (garnie de caissons de bois peints) qui s'élève à 32 m, ce qui en fait la plus haute de toute la Scandinavie.
La tour culmine à 65 m depuis la base de l'édifice, et à 99 m depuis le niveau de la mer à Stockholm. Elle est surmontée d'une ferronnerie dorée en forme de couronne de mariée, symbolisant la place de l'Église comme épouse du Christ.
L'architecte a tenu à réaliser une œuvre d'art totale, en supervisant lui-même la construction tout au long du chantier. Le mobilier, les luminaires, les accessoires, les motifs décoratifs etc. ont été soit dessinés par lui, soit réalisés sur ses prescriptions. L'ornementation est de la plus pure inspiration nationale-romantique, dans un style Art nouveau qui ne se prive pas d'évoquer l'Antiquité nordique pré-chrétienne.

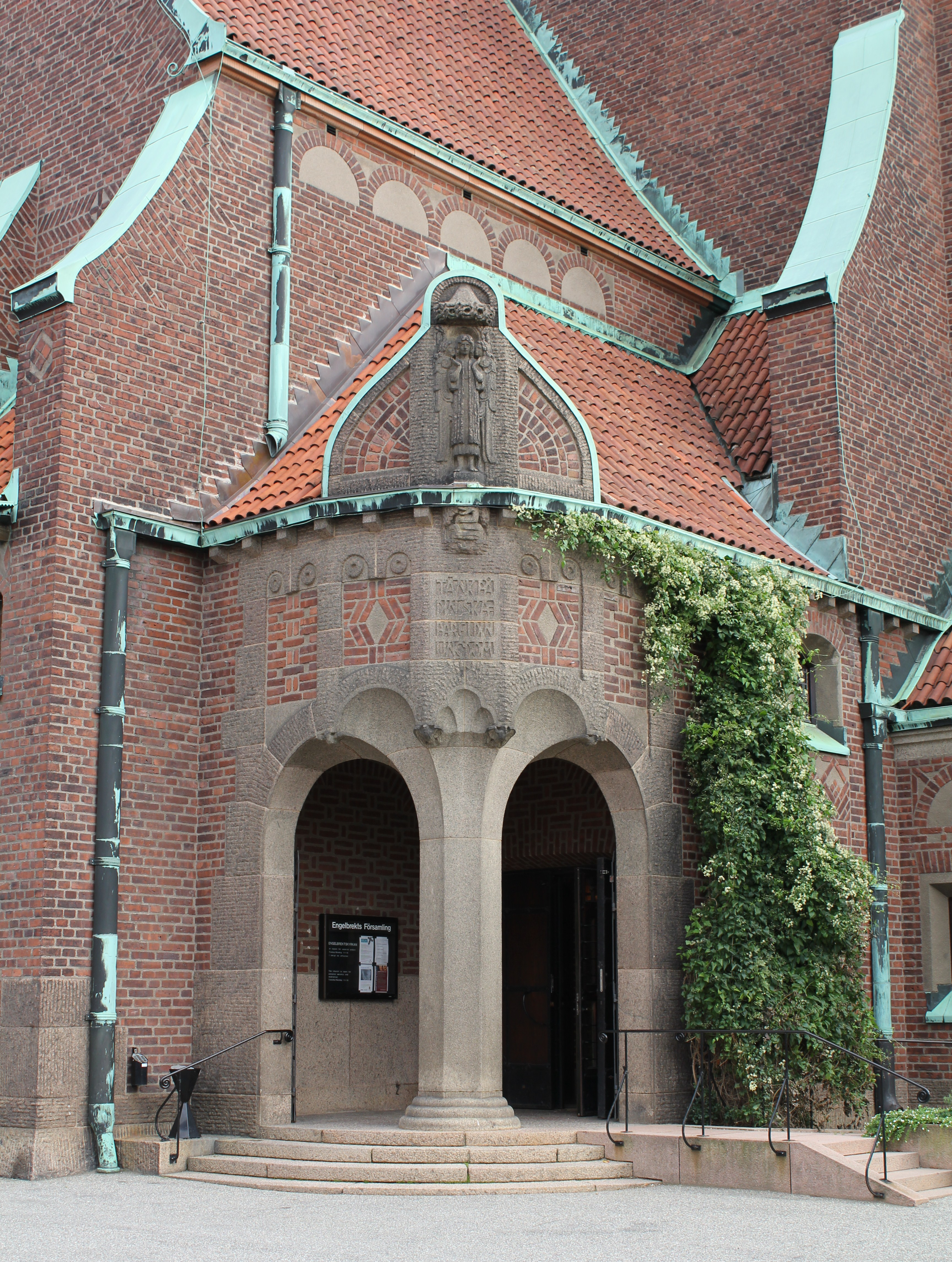
Entrée de l'église.

Wahlman s'est également chargé de diriger l'aménagement des jardins couvrant les pentes est et sud de la colline, et aurait été jusqu'à ordonner quelles essences végétales il convenait d'y planter. Parallèlement, les habitations et autres bâtiments civils entourant l'église ont été construits de façon à mettre celle-ci au mieux en valeur, et en utilisant les mêmes matériaux autant que possible dans les mêmes teintes. L'église d'Engelbrekt compose ainsi avec son environnement un ensemble d'une exceptionnelle homogénéité.
Elle offre une frappante similitude de style et de formes avec l'Uppenbarelsekyrkan (Église de l'Épiphanie) de Saltsjöbaden, construite vers la même époque (1910-1913) sur les plans de Ferdinand Boberg.

## Orgue

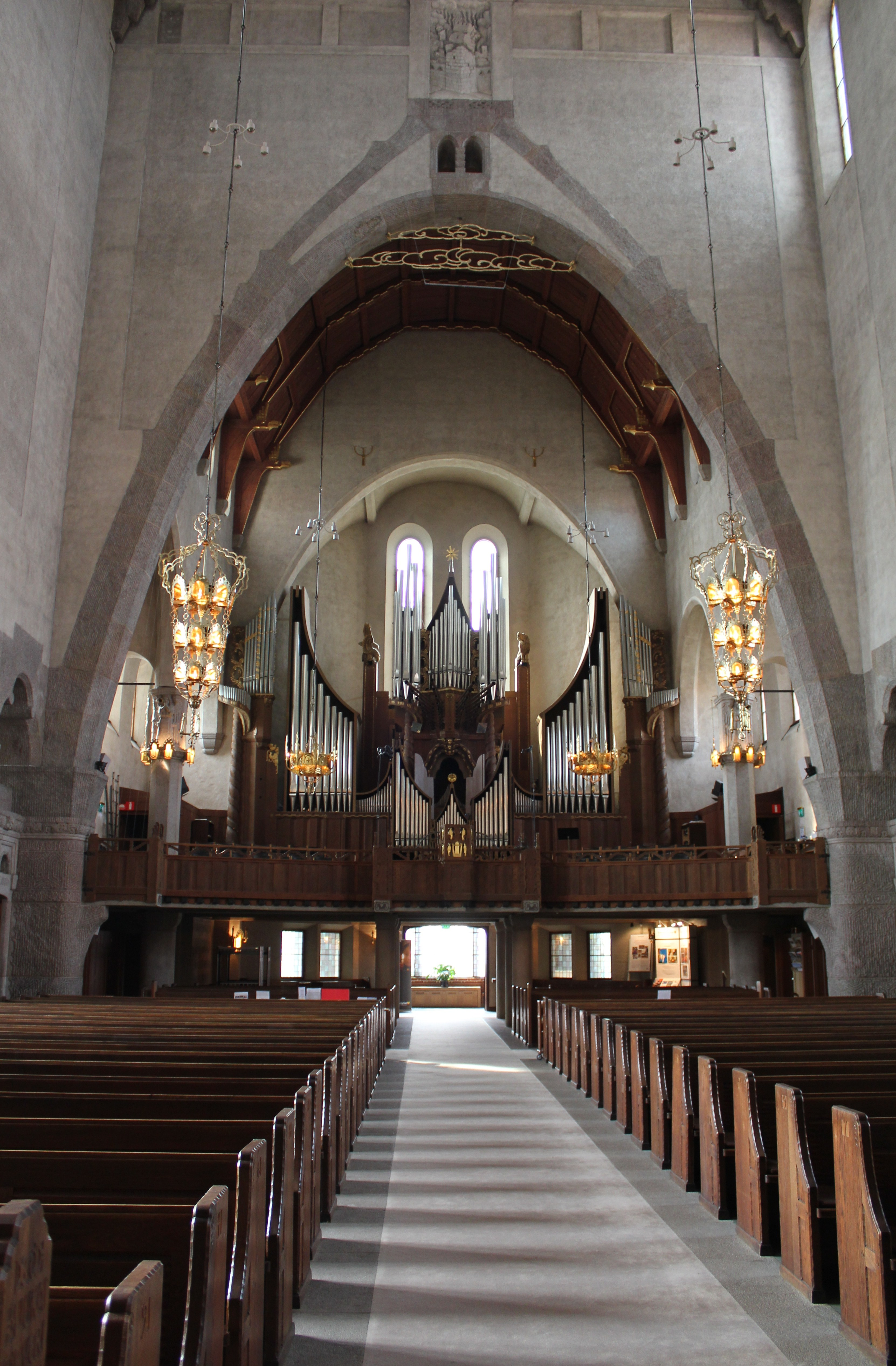
L'orgue Grönlund, inauguré en décembre 1964.

Le premier orgue, construit par le facteur suédois A. Setterquist & Son, comportait 40 jeux et une console à trois manuels et pédalier. Là encore, le plan d'implantation fut dessiné dans tous ses détails par L.I. Wahlman. Il fut remplacé en 1929 par un instrument beaucoup plus grand réalisé par P.L. Åkerman & Lund, totalisant 95 jeux. Wahlman intervint de nouveau pour veiller à ce que l'esthétique et les lignes de l'installation soient harmonisées avec l'architecture intérieure de l'église. Assez rapidement, le fonctionnement de cet instrument ne donna pas satisfaction, et il s'avéra qu'il n'était guère possible de le rénover. 
En 1963-1964, pour le cinquantenaire de l'église, la construction d'un tout nouvel orgue fut assurée par le facteur Grönlund. Sa console compte cinq claviers et pédaliers, le nombre de jeux a été ramené à 86, ce qui en fait le plus grand orgue de Suède. Sa disposition plus compacte a permis de rouvrir deux hautes fenêtres qu'il avait fallu murer lors de la mise en place du précédent orgue en 1929 ; elles participent à l'éclairement de la nef depuis l'arrière du buffet d'orgues. Ce dernier est précédé d'une tribune capable d'accueillir 120 musiciens et choristes, par ex. pour l'exécution de la Passion selon saint Matthieu de J.S. Bach qui y est donnée chaque année à Pâques.